# Nactus acutus
Nactus acutus este o specie de șopârle din genul Nactus, familia Gekkonidae, descrisă de Gregor Conrad Michael Kraus în anul 2005. Conform Catalogue of Life specia Nactus acutus nu are subspecii cunoscute.